# 34863 Lientang
34863 Lientang è un asteroide della fascia principale. Scoperto nel 2001, presenta un'orbita caratterizzata da un semiasse maggiore pari a 2,3202722 au e da un'eccentricità di 0,1348022, inclinata di 8,55508° rispetto all'eclittica.